# تتراسدیوم پیروفسفات
تتراسدیم پیروفسفات (به انگلیسی: Tetrasodium pyrophosphate) یک ترکیب شیمیایی است.
شکل ظاهری این ترکیب، بلورهای بی‌رنگ است.